# 訃報 2002年7月
訃報 2002年7月（ふほう 2002ねん7がつ）では、2002年（平成14年）7月中に物故した、又は物故が報じられた人物についてまとめる。

## （1日 - 15日）

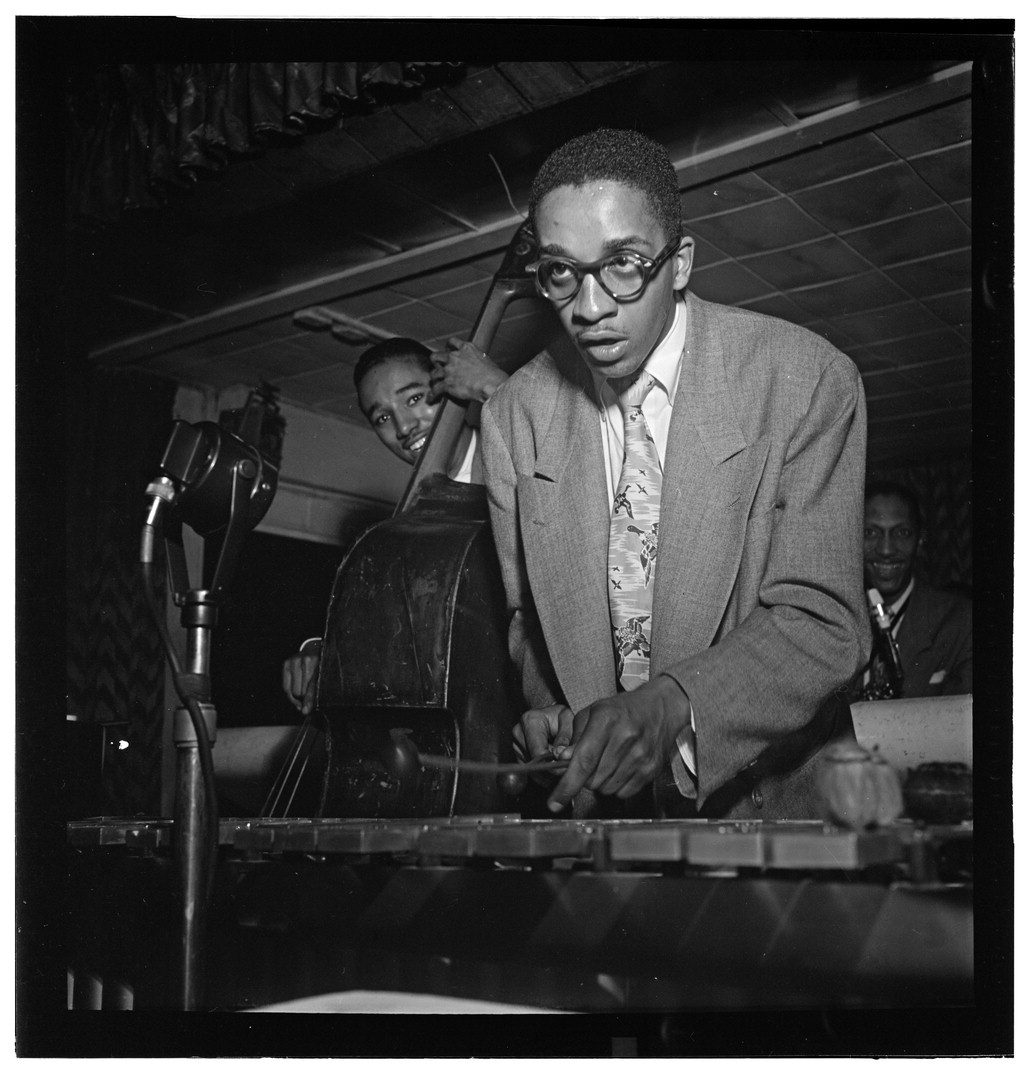
レイ・ブラウン（左）／7月2日没

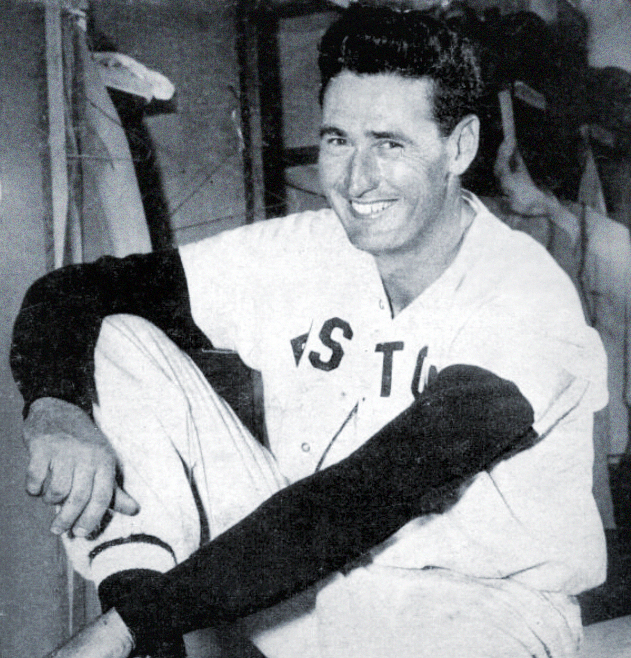
テッド・ウィリアムズ／7月5日没

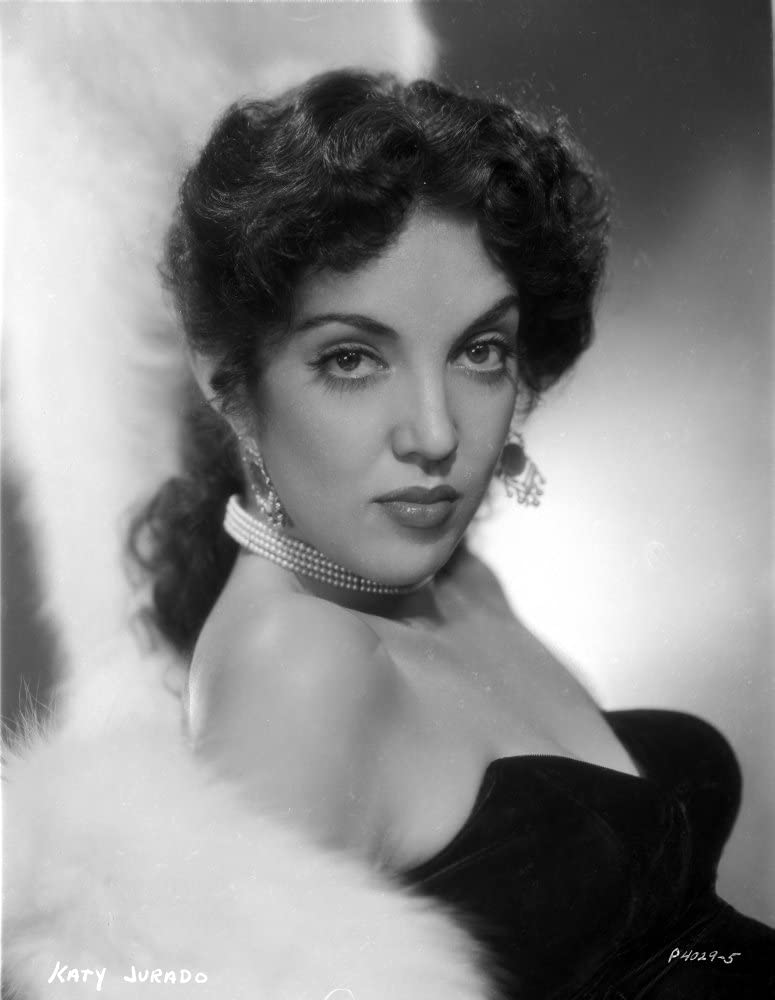
ケティ・フラド／7月5日没

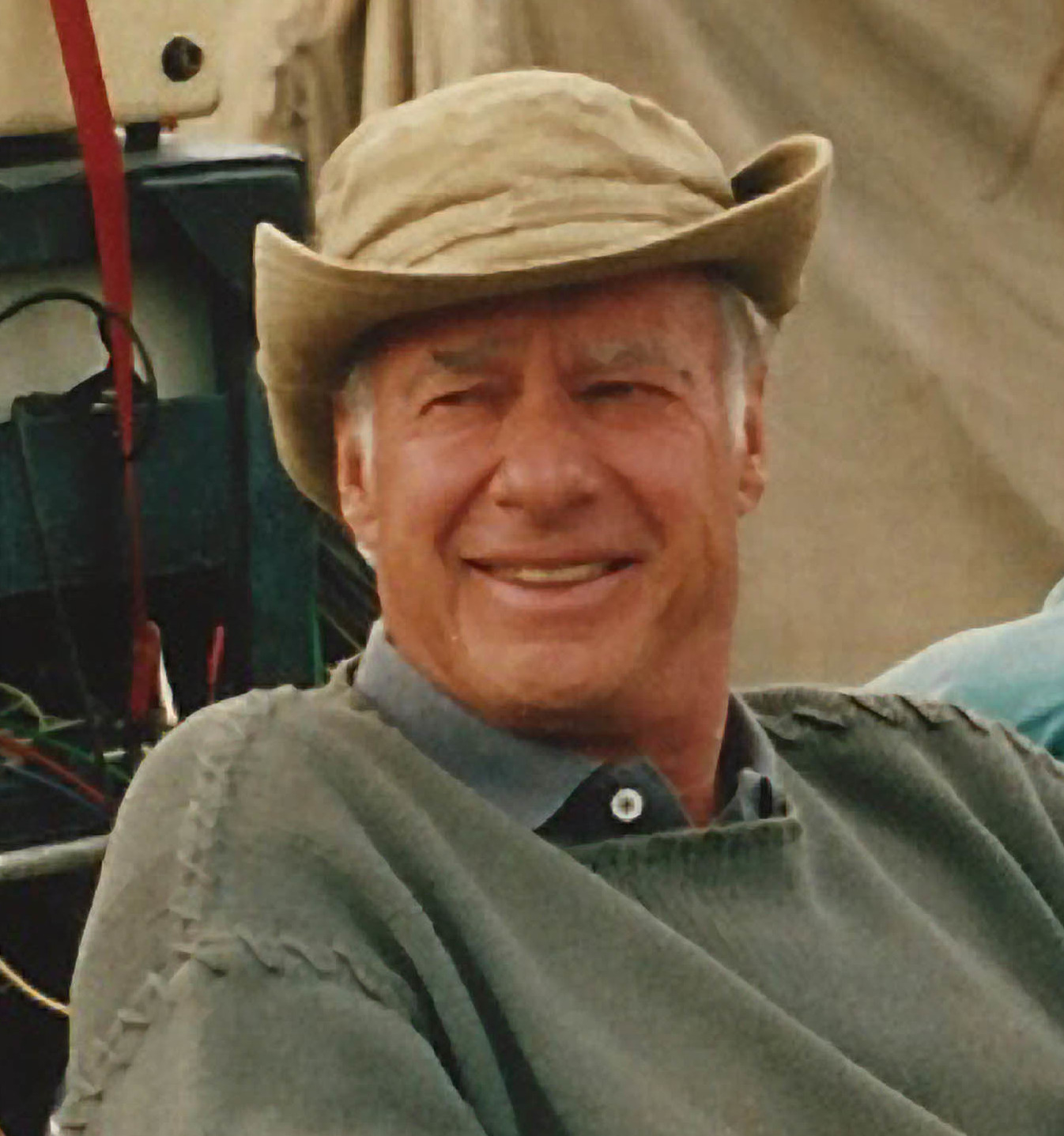
ジョン・フランケンハイマー／7月6日没

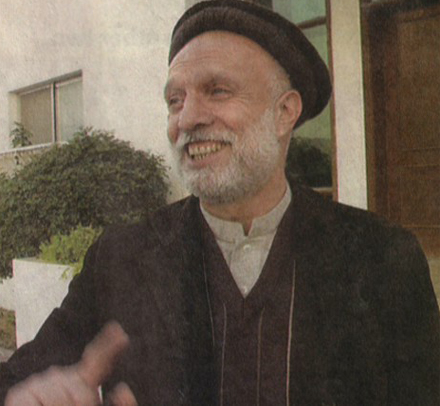
ハジ・アブドゥル・カディール／7月6日没

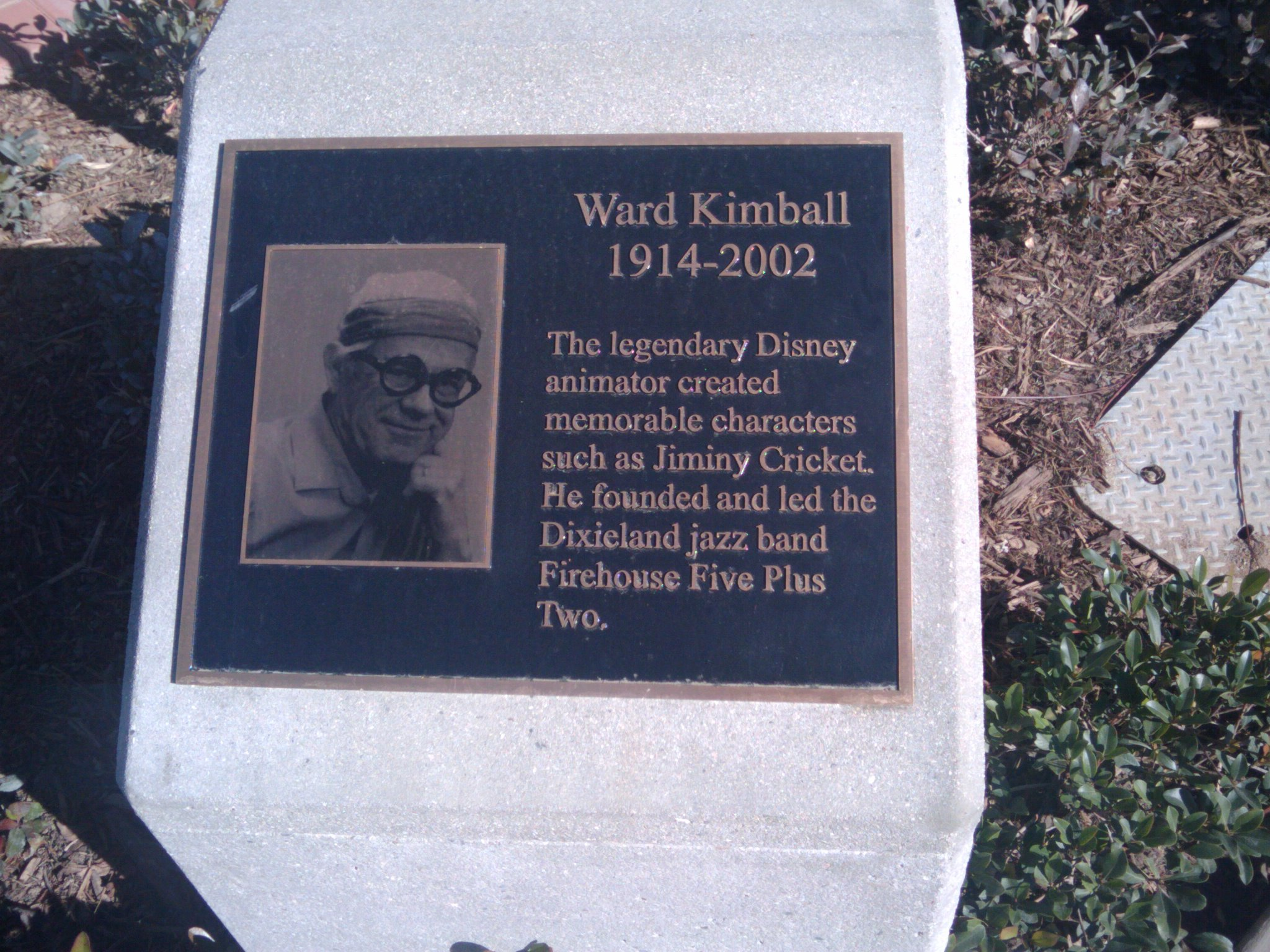
ウォード・キンボール／7月8日没

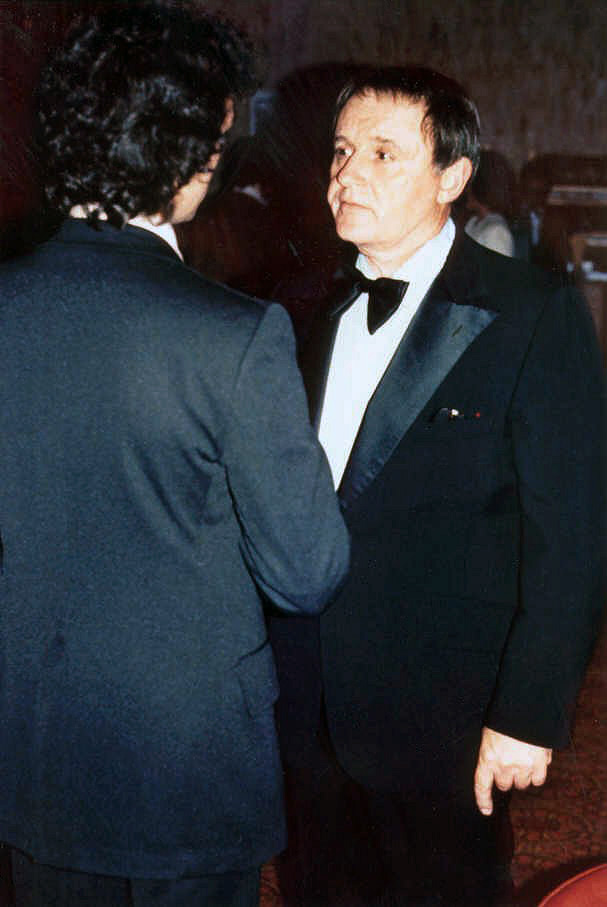
ロッド・スタイガー／7月9日没

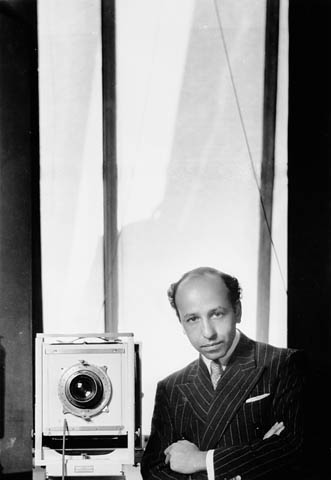
ユーサフ・カーシュ／7月13日没

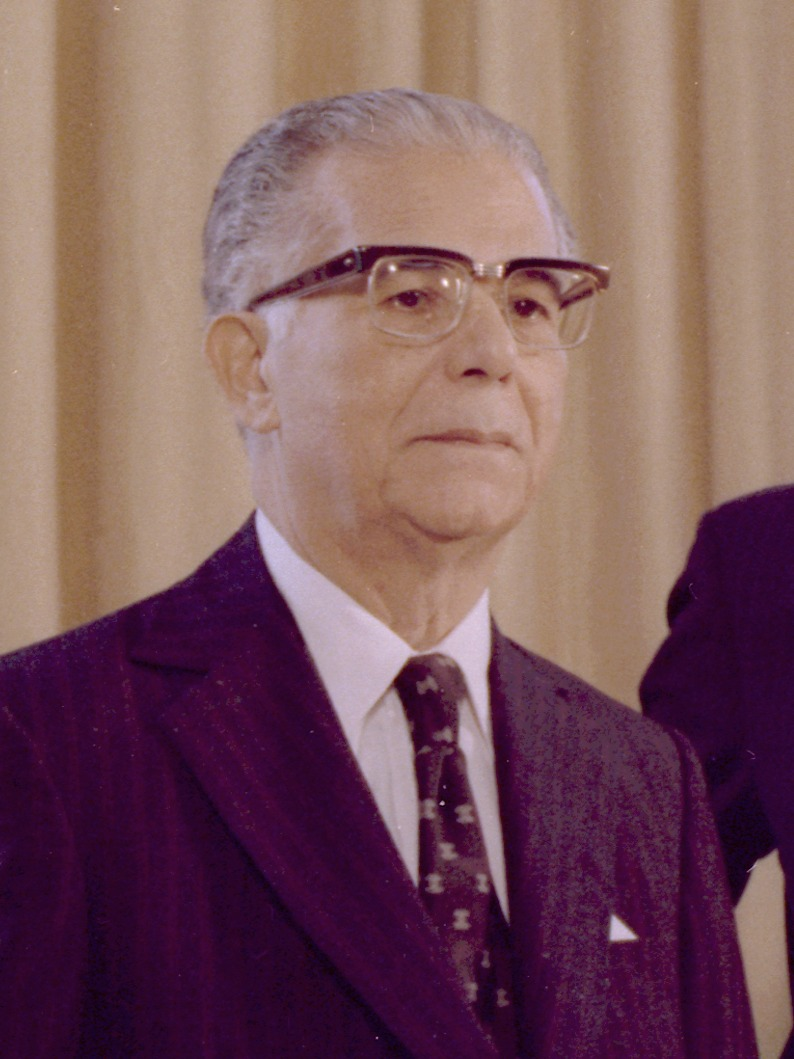
ホアキン・バラゲール／7月14日没

- 7月1日 - 浅沼良次、郷土史家（* 1921年）
- 7月2日 - レイ・ブラウン、ジャズベーシスト（* 1926年）
- 7月2日 - ジャン・イヴ・ダニエル＝ルシュール、作曲家・オルガニスト（* 1908年）
- 7月3日 - ミシェル・アンリ、哲学者（* 1922年）
- 7月4日 - 向坊隆、応用化学者、東京大学総長（* 1917年）
- 7月4日 - 伊東一雄、野球解説者（* 1934年）
- 7月4日 - 鈴木正、プロ野球選手（* 1941年）
- 7月4日 - ローラン・シュヴァルツ、数学者（* 1915年）
- 7月4日 - ベンジャミン・デイヴィス・ジュニア、米国空軍 (USAF) 大将（* 1912年）
- 7月4日 - 向坊隆、応用科学者（* 1917年）
- 7月4日 - アイバン・モファット、脚本家（*1918年）[1]
- 7月5日 - テッド・ウィリアムズ、野球選手（* 1918年）
- 7月5日 - ケティ・フラド、女優（* 1924年）
- 7月6日 - ジョン・フランケンハイマー、映画監督（* 1930年）
- 7月6日 - ハジ・アブドゥル・カディール、政治家、アフガニスタン副大統領（* 1951年）
- 7月6日 - 二条恭仁子、元皇族（* 1917年）
- 7月8日 - ウォード・キンボール、アニメーター、映画監督（* 1914年）
- 7月9日 - ロッド・スタイガー、俳優（* 1925年）
- 7月9日 - 岩倉義男、高分子化学者（* 1914年）
- 7月9日 - 川合寿人、内務・警察官僚（* 1907年）
- 7月10日 - 松田耕平、実業家、東洋工業(現マツダ)4代目社長（* 1922年）
- 7月10日 - 佐原真、考古学者（* 1932年）
- 7月11日 - 服部利明、元名古屋市議会副議長（*1929年）[2]
- 7月11日 - 前田宏、元札幌市議会議員（*1915年）[3]
- 7月11日 - 花見香、鷹師（*1911年）[4]
- 7月11日 - 井上博幸、実業家、日産建設副社長（*1927年）[5]
- 7月11日 - 井上光夫、横浜国立大学名誉教授、建築学者（*1918年）[6]
- 7月12日 - メアリー・カルー、陸上競技選手（* 1913年）
- 7月12日 - 得能一男、刀剣鑑定家（*1933年）[7]
- 7月12日 - 吉井四郎、大和高田市市議会議員（*1910年）[8]
- 7月12日 - 紙野桂人、大阪大学名誉教授、都市計画学者（*1933年）[9]
- 7月12日 - 西村元三朗、洋画家（* 1917年）[10]
- 7月13日 - ユーサフ・カーシュ、写真家（* 1908年）
- 7月13日 - 林美雄、アナウンサー、ラジオパーソナリティ、TBS編成局アナウンス部副理事（* 1943年）
- 7月13日 - 中須三郎、元日本ラグビー協会常任理事（*1918年）[11]
- 7月13日 - 松村秩、一般社団法人日本理学療法士協会会長（*1932年）[12]
- 7月13日 - 朴定求、錦湖グループ会長（*1938年）[13]
- 7月13日 - 浅井が一、元名古屋市助役（*1911年）[14]
- 7月14日 - ホアキン・バラゲール、ドミニカ共和国大統領（* 1906年）
- 7月14日 - 三井理峯、政治運動家（* 1911年）
- 7月14日 - イゴール・アンゾフ、経営学者（* 1918年）
- 7月15日 - 藤島亥治郎、建築史家（* 1899年）
- 7月15日 - 荒木嘉雄、平田市市議会議員（*1926年）[15]
- 7月15日 - 末石直久、大阪商業大学教授、会計学者（*1941年）[16]
- 7月15日 - 鈴木実、彫刻家（*1930年）[17]
- 7月15日 - 中島壌治、文学者、國學院大學名誉教授（*1924年）[18]

## （16日 - 31日）

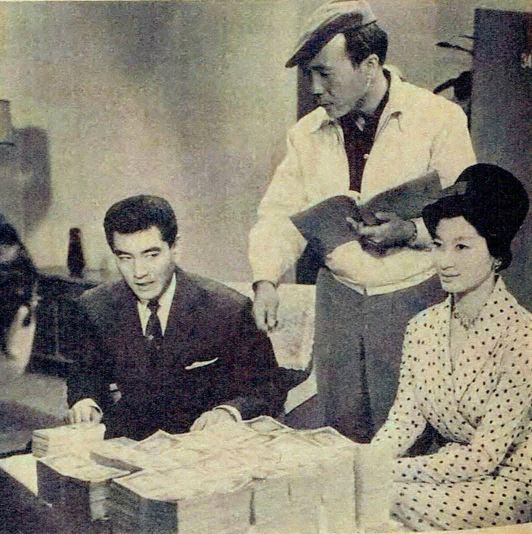
佐伯清（中央）／7月16日没

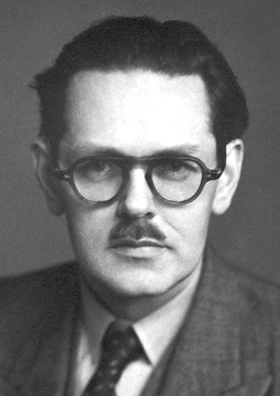
アーチャー・マーティン／7月28日没

- 7月16日 - 佐伯清、映画監督（* 1914年）
- 7月16日 - 安岡満彦、裁判官、元最高裁判所判事（* 1920年）
- 7月16日 - ジョン・コック、情報工学者（* 1925年）
- 7月16日 - 中森三弥、写真家（* 1907年）
- 7月16日 - 奥山きく、センテナリアン、三重県最高齢者（*1896年）[19]
- 7月17日 - 野瀬正儀、土木工学者・実業家（* 1911年）
- 7月17日 - ジョージ・リッキー（英語版）、彫刻家（*1907年）
- 7月17日 - 川邊先、元川里村村長（*1916年）[20]
- 7月17日 - 清水正和、甲南女子大学名誉教授、フランス文学者、翻訳家（*1927年）
- 7月17日 - 綱沢志ず、センテナリアン、福井県最高齢者（*1895年）[21]
- 7月17日 - 小林朝人、熊本大学名誉教授、崇城大学名誉教授、工学者（*1931年）[22]
- 7月17日 - 野瀬正儀、土木工学者、実業家（*1911年）
- 7月18日 - 戸川京子、女優（* 1964年）
- 7月18日 - 加藤博康、政治家（* 1915年）
- 7月18日 - 堀井哲夫、京都女子大学教授、文学者（*1933年）[23]
- 7月18日 - 高根敬、中央魚類会長（*1921年）[24]
- 7月18日 - 佐藤春郎、東北大学名誉教授、病理学者（*1920年）
- 7月18日 - 植村和堂、書家、清和書道会会長（*1906年）[25]
- 7月18日 - 岩瀬稔、元日本ガイシ取締役（*1917年）[26]
- 7月19日 - バリー・リード（英語版）、弁護士、作家（*1927年）
- 7月19日 - アラン・ローマックス、ディレクター（*1915年）
- 7月19日 - 中島光一、元群馬県議会議員、元日本共産党群馬県議員団体会長（*1927年）[27]
- 7月19日 - 小川和男、ロシア東欧経済研究所長、敬愛大学教授（*1936年）[28]
- 7月19日 - 水谷年次、元愛知県議会議員、元日本社会党愛知県議員団体会長（*1913年）[29]
- 7月20日 - 石田捨雄、海軍軍人・海上自衛官（* 1916年）
- 7月20日 - 吉玉安弘、元宮崎県公安委員長（*1924年）[30]
- 7月20日 - 瀬戸繁、元飯塚市議会議員（*1916年）[31]
- 7月20日 - 野本謙作、設計者、大阪大学名誉教授（*1926年）[32]
- 7月21日 - 菊田義孝、詩人・文芸評論家（* 1916年）
- 7月21日 - 伊藤幸夫、元木曽岬町議会議長（*1935年）[33]
- 7月21日 - 倉田誠、久留米大学名誉教授、内科学者（*1911年）[34]
- 7月21日 - 福田卓也、津山朝日新聞社長（*1908年）[35]
- 7月21日 - 米沢洋、広島大学名誉教授（*1929年）[36]
- 7月22日 - 草柳大蔵、評論家・ノンフィクション作家（* 1924年）
- 7月22日 - ランディ・タイラー、プロレスラー（* 1951年）
- 7月22日 - 本庄正則、実業家・伊藤園創業者（* 1934年）
- 7月22日 - 森友忠生、到津遊園（現・到津の森公園）園長（*1930年）[37]
- 7月22日 - 鈴木孝、センテナリアン、静岡県内男性最高齢者（*1896年）[38]
- 7月23日 - レオ・マッカーン、俳優（* 1920年）
- 7月23日 - 藤島奨、洋画家、日展参与（*1915年）
- 7月23日 - 八木橋玲子、沖縄振興開発金融公庫理事長、八木橋惇夫の妻（*1942年）[39]
- 7月23日 -ハイム・ポトク（英語版） 、作家（*1929年）
- 7月23日 - 武邦保、同志社女子大学特別任用教授、宗教学者、牧師（*1935年）[40]
- 7月23日 - 福田洋二、元山陽百貨店取締役会長（*1930年）[41]

- 7月24日 - 亀谷了、生物学者・医師（* 1909年）
- 7月24日 - 北仲勉、新宮市議会議員（*1941年）[42]
- 7月24日 - 斎藤栄、名古屋大学大学院理学研究科教授（*1941年）[43]
- 7月24日 - 畠山三代喜、北海道教育大学名誉教授、金属工芸学者（*1927年）[44]
- 7月24日 - 杉山俊男、基山町議会議員（*1932年）[45]
- 7月24日 - 松本幸次郎、歌舞伎役者（*1923年）[46]
- 7月24日 - 田中宏、元セントラルリース取締役（*1930年）[47]
- 7月25日 - 西山孝、政治家（* 1924年）
- 7月25日 - 水口初子、元摂津市議会議員、摂津市市議会副議長（*1937年）[48]
- 7月25日 - 稲葉彦一、元伊東市議会議員、伊東市市議会議長（*1916年）[49]
- 7月25日 - 山口祐造、「日本の石橋を守る会」創設者、事務局長、作家（*1921年）[50]
- 7月25日 - 岸明正、全国農業協同組合連合会副会長、出雲市名誉市民（*1916年）[51]
- 7月25日 - 花村清、尾張旭市市議会議員（*1930年）[52]
- 7月26日 - 安野元造、水島合金鉄社長（* 1943年）[53]
- 7月26日 - 米田サト、日本のセンテナリアン、和歌山県最高齢者（*1893年）[54]
- 7月26日 - 藤田湛了、三晃社常務取締役（*1940年）[55]
- 7月26日 - 西村光義、伊予三島市助役（*1924年）[56]
- 7月27日 - 川部重次郎、元中央学院大学長（*1910年）[57]
- 7月27日 - 飯田國廣、東京大学名誉教授、金属疲労学者（*1926年）[58]
- 7月28日 - アーチャー・マーティン、化学者（* 1910年）
- 7月28日 - ゲルハルト・ヴェッセル、軍人・官僚（* 1913年）
- 7月28日 - 天野改造、元北九州市医師会長（*1912年）[59]
- 7月28日 - 亀山太一、元三洋電機専務（*1925年）[60]
- 7月29日 - 三木拓次、作曲家・RAZZ MA TAZZギタリスト（* 1969年）
- 7月29日 - 川崎操、神戸学院大学名誉教授、倫理学者（* 1904年）[61]
- 7月29日 - 佐渡谷栄悦、秋田県県旅館ホテル生活衛生同業組合理事長（* 1942年）[62]
- 7月29日 - 新谷荘一、元倉敷市議会議長（* 1917年）[63]
- 7月29日 - 牧原光彦、元西日本放送相談役（* 1925年）[64]
- 7月29日 - 岩本光照、山口県小野田市議会議員（* 1933年）
- 7月29日 - 萩原善之助、全国商工会連合会長・奈良県商工会連合会長（*1921年）[65]
- 7月30日 - 陸奥嵐幸雄、元大相撲力士、第3代安治川親方（* 1943年）
- 7月30日 - 森田喜美男、政治家、元東京都日野市長（* 1911年）
- 7月30日 - 松田由太郎、騎手・競走馬調教師（* 1909年）